# شبكة هارتج

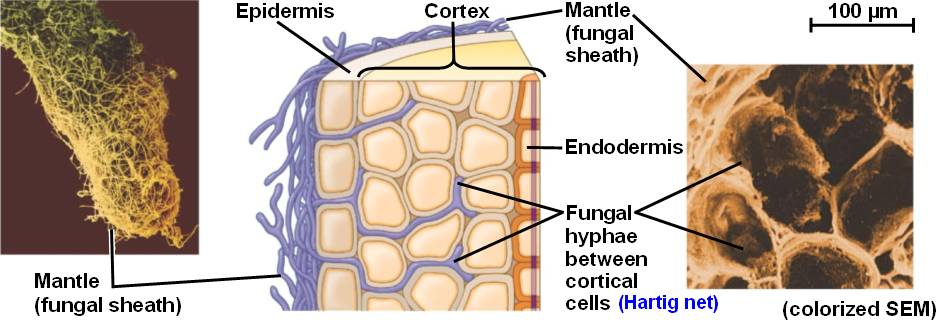
رسم توضيحي للبنية الميكوريزية الخارجية:
1. الغلاف الفطري (hyphal mantle) المحيط بالجذر
2. شبكة هارتج (Hartig net) الممتدة داخل الجذر
3. الخيوط الفطرية الخارجية (extramatrical mycelium) المنتشرة في التربة.

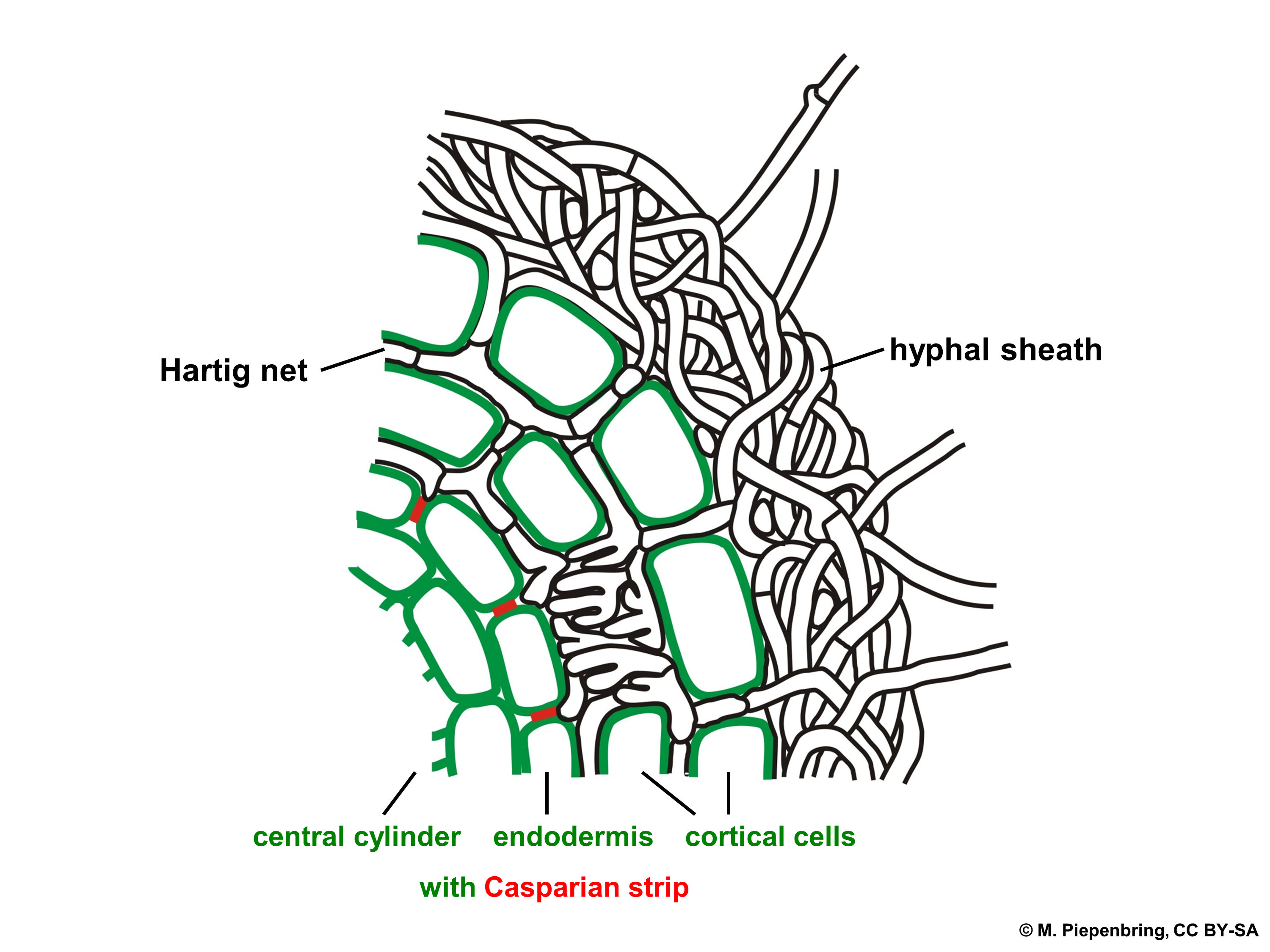
صورة مجهرية لعينة جذر نباتي يظهر فيها:
- الغلاف الفطري (hyphal sheath) باللون الأزرق الغامق،
- شبكة هارتج بين الخلايا (Hartig net) داخل القشرة،
- مأخوذة من دراسة حديثة عام 2021.

شبكة هارتج (Hartig Net) هي بنية فطرية مجهرية تتكوّن من خيوط دقيقة (هيفات) تنمو إلى الداخل بين خلايا الجذر النباتي، وتشكّل أحد المكونات الأساسية في فطريات الجذور الخارجية (Ectomycorrhizal symbiosis). تتمركز هذه الشبكة في الطبقات الخارجية من الجذر، تحديداً في البشرة والقشرة، دون أن تخترق الخلايا نفسها، بل تنتشر بينها مشكلة بنية شبكية تسمح بفعالية التبادل الغذائي بين الفطر والنبات.
تتكوّن العلاقة الميكوريزية الخارجية عمومًا من ثلاثة أجزاء مترابطة:
- غلاف فطري (Mantle): يلتف حول سطح الجذر.
- خيوط فطرية خارجية (Extraradical hyphae): تمتد في التربة بعيدًا عن الجذر.
- شبكة هارتج: تمتد إلى داخل الجذر بين الخلايا.

تلعب شبكة هارتج دورًا محوريًا في التكافل، إذ تُعدّ موقع تبادل العناصر الحيوية: يحصل النبات من خلالها على الماء والعناصر الغذائية التي يجلبها الفطر من التربة، مثل النيتروجين والفوسفور، بينما يحصل الفطر في المقابل على السكريات والكربون الناتج عن التمثيل الضوئي للنبات.
سُميت الشبكة باسم عالم النبات الألماني روبرت هارتج (Robert Hartig) الذي كان أول من وصف هذه البنية المجهرية في القرن التاسع عشر أثناء دراساته على الفطريات المتكافلة مع جذور الأشجار.

## البنية
تتشكّل شبكة هارتج من خيوط فطرية دقيقة تنمو بين خلايا البشرة والقشرة في الجذر، مكوّنة شبكة غير متفرعة بشكل عشوائي، لكنها متكيفة مع البنية النسيجية للجذر المضيف. لا تخترق هذه الخيوط الجدران الخلوية، بل تنتشر في المسافات البينية ضمن المنطقة المعروفة باسم الفضاء الأبوبلاستي (apoplastic space)، ما يتيح تبادل المغذيات دون الإضرار بخلايا النبات.
قد تختلف شبكة هارتج في العمق والمدَى وفقًا للنوع الفطري والعائل النباتي. ففي حالة الصنوبر، تنتشر الشبكة إلى طبقات القشرة الداخلية، أما في نباتات مثل Eucalyptus وAlnus فتكون مقتصرة على البشرة. كما ظهرت دراسات تبين اختلافات بنيوية بين عزلات من نفس الفطر.

## الوظيفة
تُعد شبكة هارتج الموضع الرئيسي لتبادل الموارد بين الشريكين التكافليين. تقوم الهيفات الخارجية المنتشرة في التربة بالاستكشاف والبحث عن العناصر الغذائية، وتنقلها إلى الغلاف الفطري، ثم إلى شبكة هارتج، حيث تُطلق العناصر في محيط خلايا الجذر ليمتصها النبات. في المقابل، تمتص الخيوط الفطرية السكريات والكربوهيدرات التي يفرزها الجذر، وتعيد توزيعها نحو الفطر بأكمله.

## تطوّر الشبكة
يتطوّر تركيب شبكة هارتج تدريجيًا بعد تأسيس العلاقة الميكوريزية. تبدأ أولى مراحل التكوين عادة في غضون 2 إلى 4 أيام بعد تكوّن الغلاف الفطري. وقد تبيّن في تجارب مخبرية على العلاقة بين فطر *Lactarius deliciosus* وشجرة الصنوبر (*Pinus taeda*)، أن تطوّر الشبكة يمر بثلاث مراحل واضحة:
1. **مرحلة التجميع** (2 أسبوع بعد التلقيح)، حيث تتجمع الهيفات حول الجذر.  
2. **مرحلة الانتشار الداخلي** (4 أسابيع)، وتبدأ فيها الخيوط باختراق الفضاءات البينية للخلايا.  
3. **مرحلة النضج** (6 أسابيع)، حيث تكتمل شبكة هارتج وتصبح وظيفية بشكل كامل.

## الأهمية البيئية
تلعب شبكة هارتج، ضمن النظام الميكوريزي الخارجي، دورًا مهمًا في تحسين امتصاص النباتات للعناصر المحدودة، وتعزيز مقاومتها للجفاف وبعض الأمراض. كما تُسهم في استقرار بنية التربة، وزيادة التنوع الحيوي المجهري حول الجذور، ما يجعلها عنصرًا محوريًا في صحة النظم البيئية للغابات والترب الطبيعية.